# Volksrepubliek Congo
De Volksrepubliek Congo (Frans: République populaire du Congo) was een zelfverklaarde socialistische staat die op 31 december 1969 werd opgericht in de Republiek Congo. De volksrepubliek zou blijven bestaan tot 1991, toen de socialistische staat afgeschaft werd en het land weer officieel de Republiek Congo ging heten. De volksrepubliek werd geleid door de Congolese Partij van de Arbeid (PCT).